# Ethel Spears
Ethel Spears (Chicago, 5 de octubre de 1903-Navasota, 2 de agosto de 1974) fue una artista estadounidense conocida por sus pinturas humorísticas de la vida urbana de la época de la Depresión.

## Formación
Ethel Spears nació en Chicago, Illinois, el 5 de octubre de 1903 y creció en el área de Beverly. Después de la secundaria, ingresó en la Escuela del Instituto de Arte de Chicago (SAIC), donde estudió textiles y obtuvo un certificado tras completar un programa de tres años. Cuando perdió el interés por los textiles, se volvió a inscribir en SAIC para estudiar bellas artes. Spears eligió estudiar con el muralista John W. Norton, el miembro más vanguardista de la facultad. Con su tutoría, tuvo la oportunidad de pintar dos murales en el salón de té de la SAIC.
Alrededor de 1925, Spears se graduó de SAIC y decidió mudarse a Woodstock, Nueva York para estudiar con el escultor Olexandr Arjípenko. Nueve meses después se mudó a la ciudad de Nueva York, donde permaneció unos cinco años. Tomó clases en la Liga de estudiantes de arte de Nueva York y en la Universidad de Nueva York y se mantuvo con trabajos ocasionales.
Alrededor de 1929-1930, pasó un tiempo en París, Francia, y luego regresó a Chicago. Volvió a inscribirse en el SAIC, obteniendo un máster.

## Arte y docencia
Spears se dio a conocer por sus dibujos animados y divertidas acuarelas de la vida cotidiana en Chicago y Nueva York: en calles y parques, en patios de recreo y playas, y dentro de escuelas y apartamentos. También pintó algunos paisajes rurales. Al igual que algunas de las portadas de Ilonka Karasz en The New Yorker, sus escenas al aire libre muestran a menudo personas que van por caminos separados a vista de pájaro. La crítica CJ Bulliet escribió que sus lienzos "están llenos de diminutas figuras" que "hacen cosas graciosas sin saberlo". Experta en la composición, Spears empaqueta sus imágenes con detalles vívidos y reveladores. Su estilo ha sido comparado con el de Peggy Bacon, aunque las caricaturas de Spears son menos duras. Spears trabajó principalmente en acuarela, pero también en óleo y gouache.
Spears expuso regularmente a lo largo de su vida, principalmente en Chicago y Nueva York, en galerías y museos como el Museo de Brooklyn, el Museo Whitney de Arte Americano y la Galería Corcoran. Fue muy activa como muralista, completando más de dos docenas de murales solo en el área de Chicago, muchos de ellos a través de la Works Progress Administration. Estos incluyeron murales en la Universidad de Illinois y en edificios públicos como escuelas y oficinas de correos; por ejemplo, pintó un mural del botánico sueco Carlos Linneo en una escuela que lleva su nombre. Fue miembro de la Sociedad Nacional de Pintores Murales.
En 1937, Spears fue contratada como profesora de arte en la SAIC, donde impartió clases durante 24 años. Enseñó diversas materias, como diseño, pintura y cerámica y creó los departamentos de esmaltado y serigrafía.

### Murales
La Biblioteca Pública Flagg-Rochelle contiene un mural, Merry Go Round de Ethel Spears, pintado e instalado en 1938. Los murales se produjeron de 1934 a 1943 en los Estados Unidos a través de la Sección de Pintura y Escultura, más tarde llamada Sección de Bellas Artes, del Departamento del Tesoro de los Estados Unidos. La WPA era la agencia del New Deal estadounidense más grande y ambiciosa, y empleaba a personas para llevar a cabo proyectos de obras públicas.
En 2019, varios de los murales de la WPA de Spears fueron retirados de las escuelas intermedias del área de Chicago debido a la preocupación de que los sujetos representados eran principalmente blancos y no coincidían con la diversidad estudiantil del momento.

## Vida personal
A fines de la década de 1950, Spears sufrió una enfermedad que podría haber sido causada por envenenamiento por plomo debido a su trabajo con el esmalte. Se retiró a Navasota, en Texas, que era la ciudad de la artista Kathleen Blackshear, con quien compartió su vida y que también era profesora de SAIC.
Spears murió el 2 de agosto de 1974 en Navasota.

## Legado
Los documentos de Spears y los de su pareja Blackshear se encuentran en los Archivos de arte estadounidense de la Institución Smithsonian en Washington D. C..

## Galería

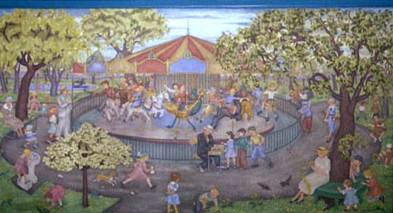
Merry go round, 2 de enero de 1939